# آرین لوگیقی
آرین لوگیقی (انگلیسی: Arian Llugiqi؛ زادهٔ ۲۴ اکتبر ۲۰۰۲) بازیکن فوتبال است.